# Партија (сатрапија)
Пре него што се уздигла у ранг царства, Партија (стперс. Parthava — Партава) била је једна од сатрапија (провинција) Ахеменидског царства, царства Александра Великога и Селеукидског царства. Границе Партија су биле: планински ланац Копет Дог на северу (данас граница између Ирана и Туркменистана), пустиња Дашт-е-кавир на југу, Медија на западу, Хирканија на северозападу, Маргијана на североистоку и Арија на југоистоку.
Партија се побунила, 522/521. п. н. е., против персијске власти придружујући се побуњеном медијском краљу Фраорту. Персијски сатрап Хистап, сукобио се са побуњеницима код Вишпаузатиша, где је одбио њихов напад 8. марта 521. п. н. е., а након што му је пристигло појачање коначно је их поразио и побуна је угушена. Последњи сатрап Партије био је Фратаферн, који се предао Александру Великом 330. п. н. е. Касније је поново постављен на исту функцију, а такође је управљао и Хирканијом 323. п. н. е.
Такође, Партија је касније постала сатрапија и Сасанидског царства.